# Иван Бурчин
Иван Бурчин е български кануист.
Роден е на 9 декември 1952 година в Мизия. През 1972 година е трети на Олимпиадата в Мюнхен в дисциплината 1000 метра двойки кану, заедно с Федя Дамянов.